# ロバート・オブライエン
ロバート・チャールズ・オブライエン・ジュニア（英語: Robert Charles O'Brien Jr.、1966年6月18日 - ）は、アメリカ合衆国の弁護士。

## 人物・来歴
カリフォルニア州ロサンゼルスで生まれ、サンタローザで育つ。
1996年から1998年まで国際連合賠償委員会の法務官を務める。また、アメリカ合衆国陸軍予備役の法務部門にて少佐として勤務した。

## 外交活動
2012年の大統領選挙では、共和党候補だったミット・ロムニーの外交政策顧問を務めた。2016年に出版した著書では、バラク・オバマ前大統領が進めたイラン核合意を強く批判。中華人民共和国への警戒感も露わにしている。

## 人質問題担当特使

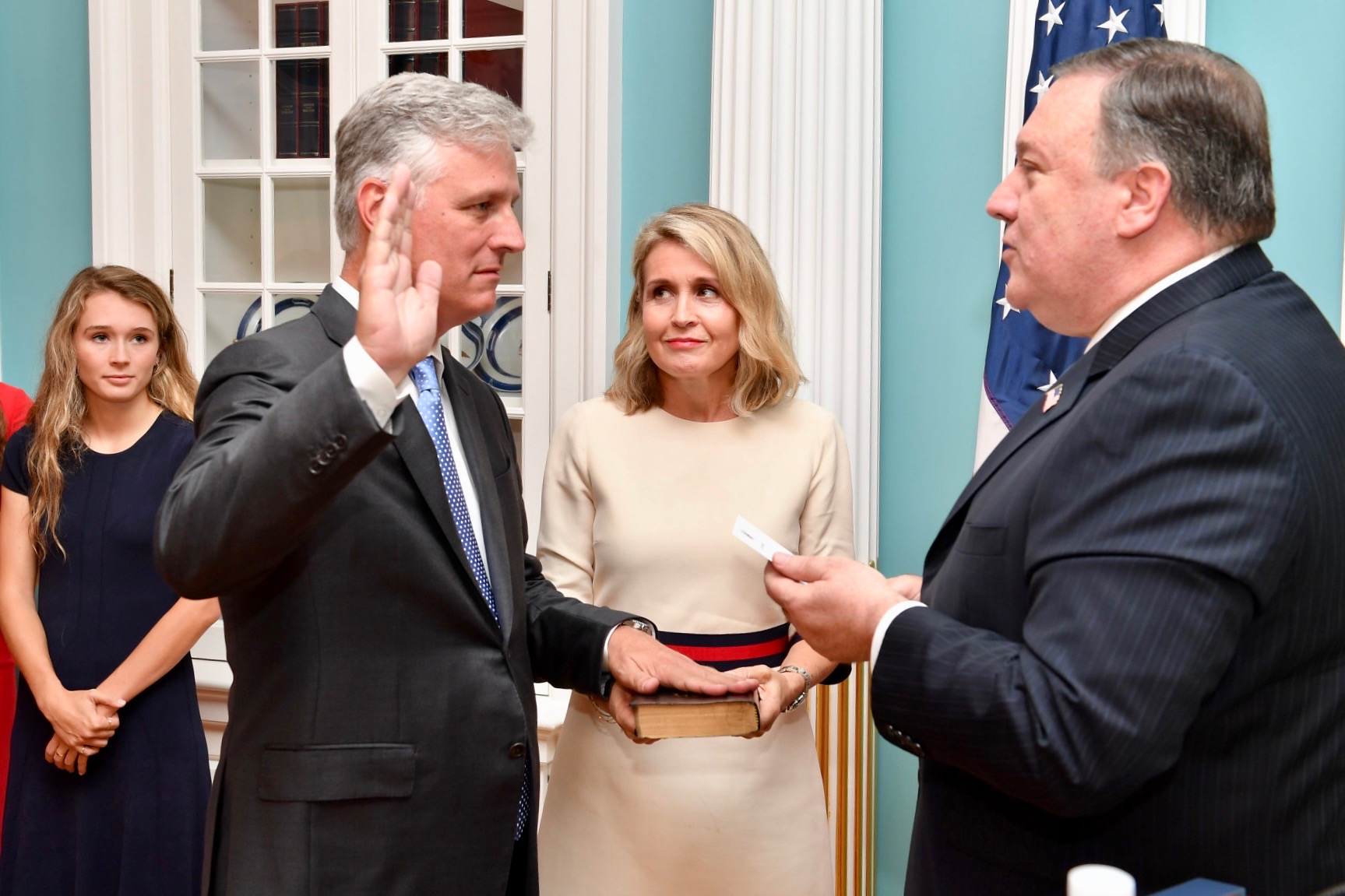
人権特使として国務長官マイク・ポンペオに宣誓するオブエイラン

2018年5月、人質問題担当特使に就任。アメリカ国外で人質になったアメリカ人の解放に向けた外交交渉を担当。
トルコで軟禁されていた牧師、アンドリュー・ブランソンの解放に関わったほか、スウェーデンで暴力事件を起こして拘束されていたラッパー、エイサップ・ロッキーの帰国交渉などにも当たった。

## 国家安全保障問題担当大統領補佐官
2019年9月18日、ドナルド・トランプ大統領により国家安全保障問題担当大統領補佐官に指名。指名に当たっては、マイク・ポンペオ国務長官の後押しを得ていた。トランプ政権では4人目の国家安全保障問題担当大統領補佐官となる。
2020年2月5日、ロシアとの間で新戦略兵器削減条約に関する交渉を始めることを表明した。
2020年7月28日、2019新型コロナウイルスの陽性反応を示していることが明らかなった。この時点でウイルスに感染したトランプ政権関係者としては最高位の人物となった。症状は軽く、自宅で勤務を続けていたが、2度の検査で陰性となったことから8月4日にホワイトハウスへの復帰が発表された。